# РЭМ (деревня)
РЭМ, Рем (баш.  ) — упразднённая деревня в Буздякском районе Республики Башкортостан Российской Федерации. Входила в состав Кузеевского сельсовета. Ныне урочище Рем.

## Название
Ойконим образован из начальных букв слов: «революция», «электрификация», «механизация». Имел вариант написания Рем.

## География
Располагался в 38 км к северо-востоку от райцентра и ж.-д. ст. Буздяк.

## История
Основана в 1928 жителями д. Кузеево.
В 1930—1950-е гг. находилась в составе Ахуновского сельсовета.
Существовала до 1980-х годов.

## Население
В 1939—151 человек, в 1959—109, в 1969 — 90.